# Джей Еф Кей (филм)
„Джей Еф Кей“ (на английски: JFK) е американски епичен политически трилър от 1991 г. на режисьора Оливър Стоун, по сценарий на Оливър Стоун и Закари Склар. Базиран е на книгите „По следите на убийците“ на Джим Гарисън и „Кръстосан огън: Заговорът, който уби Кенеди“ от Джим Марс. Във филма участват Кевин Костнър, Кевин Бейкън, Томи Лий Джоунс, Лори Меткалф, Гари Олдман, Майкъл Рукър, Джей О. Сандърс и Сиси Спейсик.

## Актьорски състав
| Актьор            | Роля                        |
| ----------------- | --------------------------- |
| Кевин Костнър     | Джим Гарисън                |
| Кевин Бейкън      | Уили О'Кийф                 |
| Томи Лий Джоунс   | Клей Шоу / Клей Бертланд    |
| Лори Меткалф      | Сюзи Кокс                   |
| Гари Олдман       | Лий Харви Осуалд            |
| Майкъл Рукър      | Бил Брусард                 |
| Джей О. Сандърс   | Лу Ивон                     |
| Сиси Спейсик      | Лиз Гарисън                 |
| Джо Пеши          | Дейвид Фери                 |
| Беата Пожняк      | Марина Осуалд Портър        |
| Джак Лемън        | Джак Мартин                 |
| Уолтър Матау      | Сенатор Ръсел Б. Лонг       |
| Доналд Съдърланд  | Господин Хикс               |
| Едуард Аснър      | Гай Банистър                |
| Браян Дойл-Мъри   | Джак Руби                   |
| Джон Кенди        | Дийн Андрюс младши          |
| Сали Къркланд     | Роуз Черами                 |
| Уейн Найт         | Нума Бертел                 |
| Прюит Тейлър Винс | Лий Бауърс                  |
| Тони Плана        | Карлос Брингуиър            |
| Винсънт Д'Офорио  | Бил Нюман                   |
| Дейл Дай          | Генерал Ю                   |
| Лолита Дейвидович | Бевърли Оливър              |
| Елън Макелдъф     | Джийн Хил                   |
| Джон Ларокет      | Джери Джонсън               |
| Уилем Олтманс     | Георгий де Мореншилд        |
| Томас Милиън      | Леополдо                    |
| Гари Гръбс        | Ал Осер                     |
| Рон Рифкин        | Господин Голдбърг / Спайсъл |
| Питър Малони      | Полковник Финк              |

## Награди и номинации
| Категория                       | Номиниран(и)                                 | Резултат                |
| Оскар (30 март 1992 г.)         | Оскар (30 март 1992 г.)                      | Оскар (30 март 1992 г.) |
| ------------------------------- | -------------------------------------------- | ----------------------- |
| Най-добър филм                  | Най-добър филм                               | номинация               |
| Най-добър режисьор              | Оливър Стоун                                 | номинация               |
| Най-добра поддържаща мъжка роля | Томи Лий Джоунс                              | номинация               |
| Най-добър оригинален сценарий   | Оливър Стоун Закари Склар                    | номинация               |
| Най-добра кинематография        | Робърт Ричардсън                             | награда                 |
| Най-добър филмов монтаж         | Джо Хътшинг Пиетро Скалия                    | награда                 |
| Най-добра оригинална музика     | Джон Уилямс                                  | награда                 |
| Най-добър звук                  | Майкъл Милкнър Грег Ландакър Тод А. Мейтланд | номинация               |

## В България
В България филмът е издаден за първи път на VHS от Брайт Айдиас през 1992 г.
На 25 февруари 2012 г. е излъчен по KinoNova с български войсоувър дублаж в превод на Миряна Мезеклиева.